# Рыбно (гмина, Сохачевский повет)
Рыбно (пол. Rybno) — сельская гмина (волость) в Польше, входит как административная единица в Сохачевский повет, Мазовецкое воеводство. Население — 3534 человека (на 2004 год).

## Демография
| Перепись                       | Всего   | Всего | Женщины | Женщины | Мужчины | Мужчины |
| ------------------------------ | ------- | ----- | ------- | ------- | ------- | ------- |
| Единицы                        | человек | %     | человек | %       | человек | %       |
| Население                      | 3534    | 100   | 1781    | 50,4    | 1753    | 49,6    |
| Плотность населения (чел./км²) | 48,5    | 48,5  | 24,5    | 24,5    | 24,1    | 24,1    |

## Поселения
1. Александрув
2. Антосин
3. Брониславы
4. Цыпряны
5. Дмишев-Парцель
6. Дмишев-Рыбновски
7. Эрминув
8. Ясенец
9. Юзин
10. Каменьщызна
11. Каролькув-Рыбновски
12. Каролькув-Швароцки
13. Константынув
14. Кошаец
15. Людвикув
16. Матыльдув
17. Нова-Весь
18. Новы-Швароцин
19. Рыбёнек
20. Сарнув
21. Стары-Швароцин
22. Весола
23. Венжыки
24. Злота
25. Зофювка

## Соседние гмины
1. Гмина Илув
2. Гмина Коцежев-Полуднёвы
3. Гмина Млодзешин
4. Гмина Нова-Суха
5. Гмина Сохачев